# The Waste Lands
The Waste Lands è l'ottavo album in studio della band heavy metal Venom, pubblicato nel 1992 per l'etichetta Music For Nations. Si tratta anche dell'ultimo album con Tony Dolan, che dall'album successivo verrà rimpiazzato da Cronos. 
Come l'album precedente, Temples of Ice, il disco avrebbe dovuto inizialmente essere prodotto dall'ex produttore dei Child's Play, Howard Benson. Tuttavia era di nuovo non disponibile e la band ha deciso di rimanere con Kevin Ridley. 
Il titolo provvisorio di questo album avrebbe dovuto essere Kissing the Beast, ma la band ha cambiato idea appena ha visto la copertina. Demolition Man ha scritto la maggior parte dell'album tra musica e testi. Mantas ha scritto la musica per Cursed e Crucified, mentre Demolition Man ha scritto i testi di entrambe. Per la traccia Shadow King è stato usato un testo di Abaddon che precedentemente era intitolato Hell on Earth.

## Tracce
1. Cursed – 7:38
2. I'm Paralysed – 2:32
3. Black Legions – 3:44
4. Riddle of Steel – 2:47
5. Need to Kill – 5:11
6. Kissing the Beast – 3:23
7. Crucified – 3:32
8. Shadow King – 3:51
9. Wolverine – 4:08
10. Clarisse – 4:49

## Formazione
- Tony "Demolition Man" Dolan - basso e voce
- Jeff "Mantas" Dunn - chitarra
- Steve "War Machine" White - chitarra
- Tony "Abaddon" Bray - batteria
- V.X.S. - tastiere